# あさドキ!
『あさドキ！』は、2017年1月13日から2018年3月30日まで長崎文化放送（ncc）で放送されていた情報番組である。

## 放送時間
いずれも日本標準時。
- 金曜 09:55 - 10:15（2017年1月13日 - 2017年5月26日）
- 金曜 10:25 - 10:45（2017年6月2日 - 2018年3月30日）

## 出演者
- 上田幸代
- 藤坂奈央（長崎文化放送アナウンサー）